# ريك فاولر
ريك فاولر (بالإنجليزية: Rick Fuller)‏ هو مصارع محترف أمريكي، ولد في 18 فبراير 1967 في ميدلبورو في الولايات المتحدة.

## وصلات خارجية
- ريك فاولر على موقع CageMatch worker (الإنجليزية)

- ريك فاولر على موقع IMDb (الإنجليزية)
- ريك فاولر على موقع قاعدة بيانات الفيلم (الإنجليزية)